# سانگونرا لا ورد
سانگونرا لا ورد (به اسپانیایی: Sangonera la Verde) یک منطقهٔ مسکونی در اسپانیا است که در مورسیا (شهر) واقع شده‌است. سانگونرا لا ورد ۱۴٫۴۱۸ کیلومتر مربع مساحت و ۹٬۶۴۸ نفر جمعیت دارد.